# 시모료케촌
시모료케촌(일본어: 下領家村)은 일본 히로시마현 고누군에 있던 촌이다. 현재의 쇼바라시의 일부에 해당한다.

## 역사
- 1889년 4월 1일 - 정촌제 시행에 의해 고누군 시모료케촌이 단독으로 촌제를 시행해 시모료케촌이 성립하였다.
- 1912년 1월 1일 - 이나쿠사촌, 기야촌과 합병해 다부사촌이 신설해 폐지되었다.

## 참고문헌
- 角川日本地名大辞典 34 広島県
- 『市町村名変遷辞典』東京堂出版、1990年